# Alessandro Grazian
Alessandro Grazian (Padova, 9 luglio 1977) è un cantante, musicista, compositore e pittore italiano.

## Biografia
Alessandro Grazian nasce in provincia di Padova nel 1977.

### Carriera musicale
Esordisce a livello internazionale nel 1999 al Festival Internazionale della Canzone Italiana d'Autore di Acquarossa (Svizzera), dove vince con la canzone Ammenda.
In seguito, dopo diverse esperienze musicali in band e in progetti per danza (come il disco Onde del 2003), pubblica il primo disco nel 2005. Si tratta di Caduto, che esce per Trovarobato e Macaco Records con distribuzione Audioglobe. Con questo lavoro inaugura la collaborazione con il musicista Enrico Gabrielli (Afterhours, Mariposa), che lo coadiuverà anche nei due successivi album.
Negli anni successivi si dedica anche al teatro, partecipando come musicista di scena ad alcuni spettacoli.
Nell'aprile 2008 esce in free download l'EP Soffio di Nero, che anticipa la pubblicazione di un secondo album. A questo EP partecipa anche il polistrumentista Nicola Manzan (Bologna Violenta, Il Teatro degli Orrori).
Nel maggio dello stesso anno esce Il dono - Artisti vari reinterpretano i Diaframma, un album tributo al gruppo storico fiorentino che vede la presenza, tra gli altri, di Grazian con il brano Fiore non sentirti sola.
Il 16 ottobre 2008 pubblica il secondo album, intitolato Indossai (Trovarobato). Il disco viene ben accolto dalla critica e diventa "disco della settimana" nel programma radiofonico Fahrenheit (Radio 3). Alla realizzazione dell'album partecipano numerosi ospiti, tra cui Emidio Clementi (Massimo Volume).
Il 15 ottobre 2009 viene pubblicato un nuovo lavoro: si tratta di un EP intitolato L'abito e contenente 5 inediti.
Nel 2010 realizza la colonna sonora del film La prova dell'uovo di Pasquale Marino, finalista al Torino Film Festival.
Anche nel 2011 Grazian si dedica alle colonne sonore, sempre con Marino: sue sono le musiche del cortometraggio L'estate che non viene, girato dal regista Pasquale Marino e in concorso al Festival di Cannes nella sezione "Cortometraggi".
Nel novembre 2011 esce l'album tributo a Luigi Tenco, Sulle labbra di un altro, dove reinterpreta il brano Ballata dell'arte.
Il 5 ottobre 2012 viene pubblicato per Ghost Records il terzo album in studio, dal titolo Armi, prodotto insieme a Leziero Rescigno degli Amor Fou.
Nel 2014 collabora in veste di musicista al disco Occupo poco spazio di Nada e cura la produzione artistica e gli arrangiamenti del nuovo disco solista di Federico Fiumani intitolato “Un ricordo che vale 10 lire”.
Nel gennaio 2015 viene pubblicato il quarto album in studio dal titolo "L'età più forte" che vanta tra le collaborazioni quella con Rodrigo D'Erasmo degli Afterhours.
Il 3 novembre 2017 esce l'album d'esordio di Torso Virile Colossale, un nuovo progetto musicale scritto e ideato da Alessandro Grazian interamente dedicato al cinema Peplum Italiano.
Nel 2018 suona nell’album d’esordio della band Diva e collabora al disco ‘La storia è adesso’ di Cesare Malfatti
L'11 gennaio 2019 esce l’album ‘Inexorable’ di Giulio Casale al quale Grazian partecipa in veste di musicista/produttore/arrangiatore di alcuni brani e sempre per Casale nel 2019 cura la direzione musicale del suo spettacolo Teatrale 'Le Notti Bianche' (regia Marta Dalla Via) scrivendo le musiche originali di scena e curando tutti gli arrangiamenti.
Nel 2020 esce 'Pinocchio!', un album registrato dal vivo pubblicato da 19'40'' che vede Grazian nelle vesti di chitarrista dell'ensemble Esecutori di Metallo su Carta. Lo stesso anno in occasione del centenario della nascita di Gianni Rodari partecipa all'album tributo 'Rifilastrocche in cielo e in terra'.
Nel settembre 2022 viene pubblicato l'album di Cesare Malfatti 'I catari di Monforte a Milano' al quale Grazian ha collaborato scrivendo il testo della canzone 'Dio dov'è'.
Nel novembre del 2022 esce 'Vol.2 - Mondo Peplum', il nuovo album di Torso Virile Colossale interamente scritto, arrangiato e prodotto da Alessandro Grazian. L'uscita dell'album viene anticipata nel giugno del 2021 dal singolo 'Fenici Miei' uscito in vinile in edizione limitata e nel giugno 2022 dal singolo 'Chi Guida l'Orgia?' uscito in edizione limitata su musicassetta.
Nel 2023 viene pubblicato il disco 'le canzonine' di Enrico Gabrielli al quale Alessandro Grazian partecipa suonando le chitarre anche dal vivo in occasione dei concerti promozionali.
Dopo numerose collaborazioni live con il progetto musicale di liscio L'Orchestrina di Molto Agevole, Alessandro Grazian entra stabile nella formazione partecipando alla scrittura e incisione del primo album di inediti firmando anche il primo singolo 'MARTINO cha cha cha' uscito il 29 marzo 2024.

### Attività di pittore e illustratore
Alessandro Grazian è attivo anche nel campo delle arti figurative: nel 2010 realizza è il progetto Ritratti da Grazian, in cui il musicista veneto propone un'esibizione itinerante di ritratti ad olio di musicisti italiani indipendenti, tra cui Enrico Gabrielli, Pierpaolo Capovilla e Dente.
Nel 2018 realizza illustrazioni per il libro 'Populusque' (Quinlan editore) e per il libro 'Sacerdotesse, imperatrici e regine della musica' (Becco Giallo editore)

## Discografia

### Album
- 2005 - Caduto - (Trovarobato/Macaco records/Audioglobe)
- 2008 - Indossai  - (Trovarobato/Audioglobe)
- 2012 - Armi - (Ghost Records/Venus)
- 2015 - L'età più forte - (Lavorarestanca/Audioglobe)

### EP
- 2008 - Soffio di Nero - (Trovarobato)
- 2009 - L'abito  - (Trovarobato/Audioglobe)

### Progetti paralleli
- 2003 - AG - Onde (RES/Silenzio Distribuzione)
- 2017 - TORSO VIRILE COLOSSALE - Vol.1 - Che gli dei ti proteggano (AMS/BTF)
- 2021- TORSO VIRILE COLOSSALE - Fenici Miei (INRI CLASSIC/OVERDRIVE/DISCHIBERVISTI)
- 2022- TORSO VIRILE COLOSSALE - Vol.2 - Mondo Peplum (INRI CLASSIC)

### Partecipazioni a compilation
- 2008 - AA.VV. - Il dono - Artisti vari reinterpretano i Diaframma - (Diaframma/Self)
- 2011 - AA.VV. - Sulle labbra di un altro - Come fiori in mare - Luigi Tenco riletto - Volume II - (Lilium/Club Tenco/Venus)
- 2020 - AA.VV. - Rifilastrocche in cielo e in terra (omaggio a Gianni Rodari)

### Collaborazioni
- L'Orchestrina di Molto Agevole - A noi piace il liscio! - (2024) - Casadei Sonora
- Esecutori di Metallo su Carta - Léo Ferré Sans Mots - (2023) - 19'40''
- Enrico Gabrielli (musicista) - Le Canzonine - (2023) - 42records
- Cesare Malfatti - I catari di Monforte a Milano - (2022) - Riff Records
- Esecutori di Metallo su Carta e Francesco Bianconi - Pinocchio! - (2020) - 19'40''
- Edda e Marok - Noio; volevam suonar - (2020) - Contempo Records
- Giulio Casale - Bootleg #3 - (2020) - Vrec Music Label
- Alex Cremonesi - La prosecuzione della poesia con altri mezzi - (2019) - Riff Records
- Giulio Casale - Inexorabile - (2019) - Vrec Music Label
- Cesare Malfatti - La storia è adesso - (2018) - Riff Records
- Diva - Divadelica - (2018) - INRI Records
- gianCarlo Onorato - Quantum - (2017) - Lilium Produzioni
- Corteccia - Corteccia - (2016) - Autoproduzione
- Orchestrina di molto agevole - Gran Ballo in Bellezza - (2015) - La Tempesta Dischi
- Federico Fiumani - Un ricordo che vale dieci lire - (2014) - Self
- Nada - Occupo Poco Spazio - (2014) - Santeria/Audioglobe
- The Beards - El Brigante - (2014) - Ancient Records
- 4fioriperzoe - Musiche per film mai visti (2010) - Garrincha
- LE-LI - My life on a pear tree (2010) - Garrincha/Audioglobe
- Grimoon - Super 8 (2010) - Macaco Records/Audioglobe
- The Beards - Mephisto Potato Sauce (2008) - Ancient Records
- Non voglio che Clara - Non voglio che Clara - (2006) - Aiuola/Universal
- Grimoon - La Lanterne Magique (2006) - Macaco Records/Audioglobe
- AA.VV. - Omaggio a Giorgio Gaber (2004) - album tributo edito da "Mucchio Extra"